# سیارک ۵۰۰۹
سیارک ۵۰۰۹ (به انگلیسی: 5009 Sethos، نامگذاری:2562P-L) پنج هزار و نهمین سیارک کشف شده‌است که در ۲۴ سپتامبر ۱۹۶۰ کشف شد.
قدر مطلق سیارک برابر ۱۳٫۶۰ است.